# Кьониц
Кьо̀ниц (на немски: Köniz) е курортен град в Западна Швейцария, кантон Берн. Разположен е до южната част на столицата Берн. Първите сведения за града като населено място датират от около 1100 г. ЖП възел. Населението му е 37 974 души по данни от преброяването през 2008 г.
Между 1226 и 1552 г. в Кьониц се помещава едно от комендантствата на Тевтонския орден в балия Елзас-Бургундия-Швабия, като през този период тук служат 39 тевтонски коменданти.